# Luchi Gonzalez
Pour les articles homonymes, voir Luis González (homonymie) et González.
Ne doit pas être confondu avec Lucho González.
Luis Aquilino González Gallaguer, dit Luchi Gonzalez, né le 14 juillet 1980 à Hialeah en Floride, est un joueur américain de soccer d'origine péruvienne qui jouait au poste d'attaquant devenu entraîneur.

## Biographie

### Carrière de joueur
Né d'un père péruvien et d'une mère américaine, Luchi González a l'occasion de jouer en équipe des États-Unis des moins de 17 ans lors de la Coupe du monde des moins de 17 ans 1997 en Malaisie. 
Formé aux Mustangs de SMU, il commence sa carrière aux Earthquakes de San José en 2002 avant de s'expatrier en Suède, au Bodens BK, puis au Pérou lorsqu'il joue pour le Sporting Cristal. Il y devient vice-champion du Pérou en 2004 et dispute la Copa Libertadores 2004 (deux matchs).
Il revient aux États-Unis, poursuivant sa carrière aux Rapids du Colorado entre 2005 et 2006, puis il passe au Miami FC en 2007. Il met fin à sa carrière de joueur au sein du Thunder du Minnesota en 2008.

### Carrière d'entraîneur
Après avoir dirigé l'académie du FC Dallas pendant les trois dernières années, Gonzalez est promu entraîneur de l'équipe première le 16 décembre 2018 afin de remplacer Óscar Pareja parti quelques semaines plus tôt. Dès sa première saison à la barre, il mène le club texan au premier tour des séries éliminatoires de Major League Soccer avant d'atteindre la demi-finale de conférence en 2020. La saison 2021 est plus difficile et alors que le FC Dallas est en quête d'une nouvelle qualification en séries, les résultats sont peu probants avec une seule victoire en huit rencontres en août et septembre, ce qui mène au congédiement de Gonzalez par la franchise le 19 septembre 2021,.
Il retrouve néanmoins un emploi quelques semaines plus tard lorsque la Fédération des États-Unis de soccer l'engage le 4 décembre 2021 pour devenir entraîneur-adjoint de l'équipe nationale aux côtés de Gregg Berhalter,. Il entre ainsi dans le cycle préparatoire à la Coupe du monde 2022 disputée au Qatar à l'hiver 2022. Néanmoins, le 17 août 2022, les Earthquakes de San José annoncent que Gonzalez sera leur nouvel entraîneur à compter de la saison 2023, à l'issue de la campagne américaine au Mondial,.

## Palmarès

### Collectif
Sporting Cristal
- Championnat du Pérou :
  - Vice-champion : 2004.

### Individuel
- Membre de l'équipe-type All-America de la NSCAA (en) en 2001[13].
- Vainqueur du trophée Hermann en 2001[2],[13],[14].